# 기독교 강요

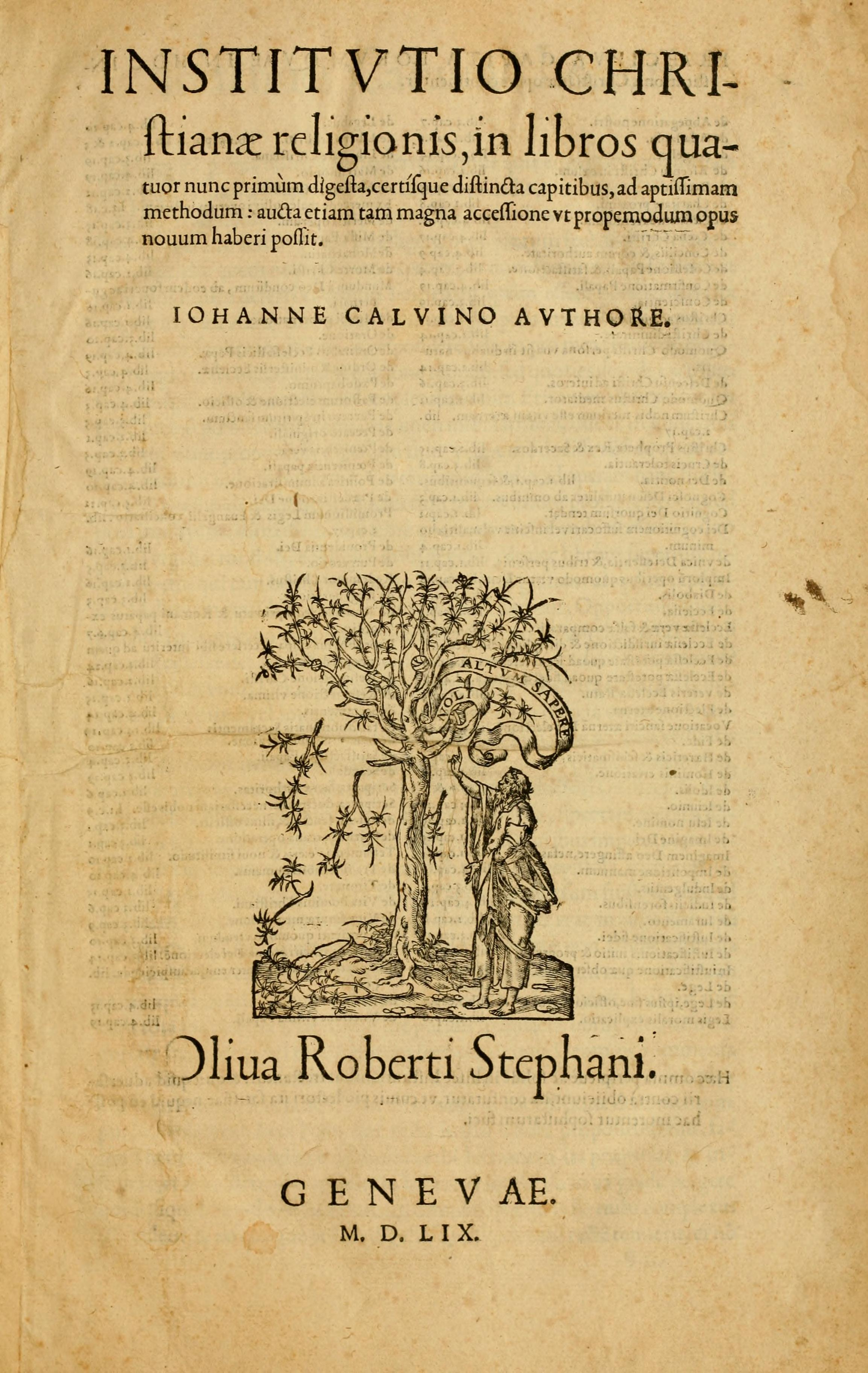
1559년판 기독교 강요

기독교 강요(라틴어: Institutio Christianae Religionis)는 개신교 신학에 관한 장 칼뱅의 대표적인 저서이다. 기독교 세계에 파란을 가져왔던 종교 개혁에 큰 사상적인 영향을 미쳤으며 지금의 개신교계에서도 그 영향력이 상당히 남아있다.
1536년에 6장으로 구성된 라틴어 초판을 시작으로, 1539년에 17장으로 늘어난 증보판을 라틴어로, 1541년에는 다시 칼뱅의 모어인 프랑스어로 출판하였으며, 1543년에는 다시 21장으로 늘어난 증보판을 출판했으며, 1550년에는 약간의 내용을 보충하는 정도의 증보판을 출판하였고, 최종판은 1559년판(라틴어)과 1560년판(프랑스어)이다. 영어판은 1561년 나왔고, 독일어판 1572년, 에스파냐어판이 1597년 나왔다. 장 칼뱅의 신학을 명료하고 논리적이며 학문적으로 보여주는 기독교의 명저이다.

## 저작 동기

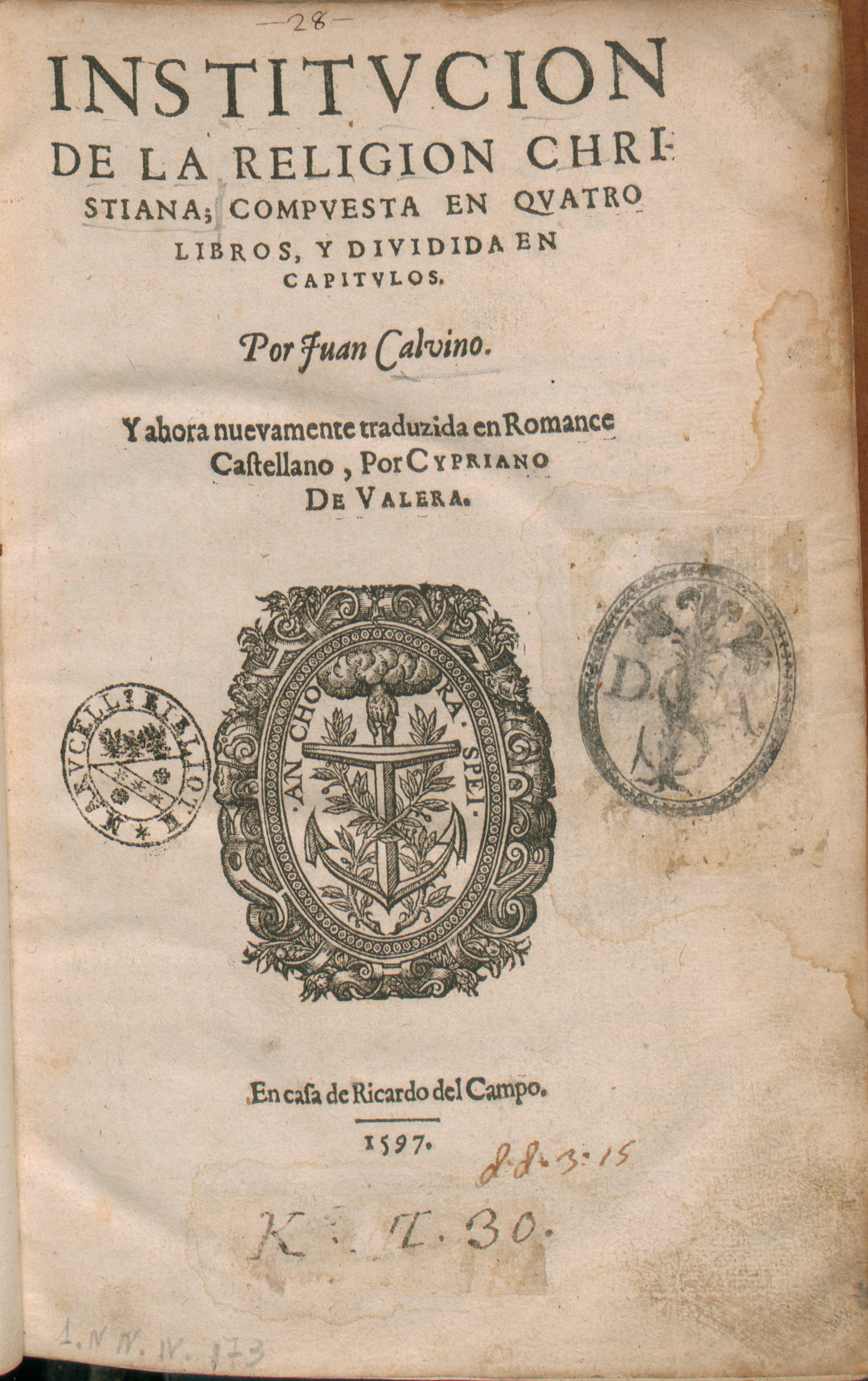
Institutio christianae religionis, 1597

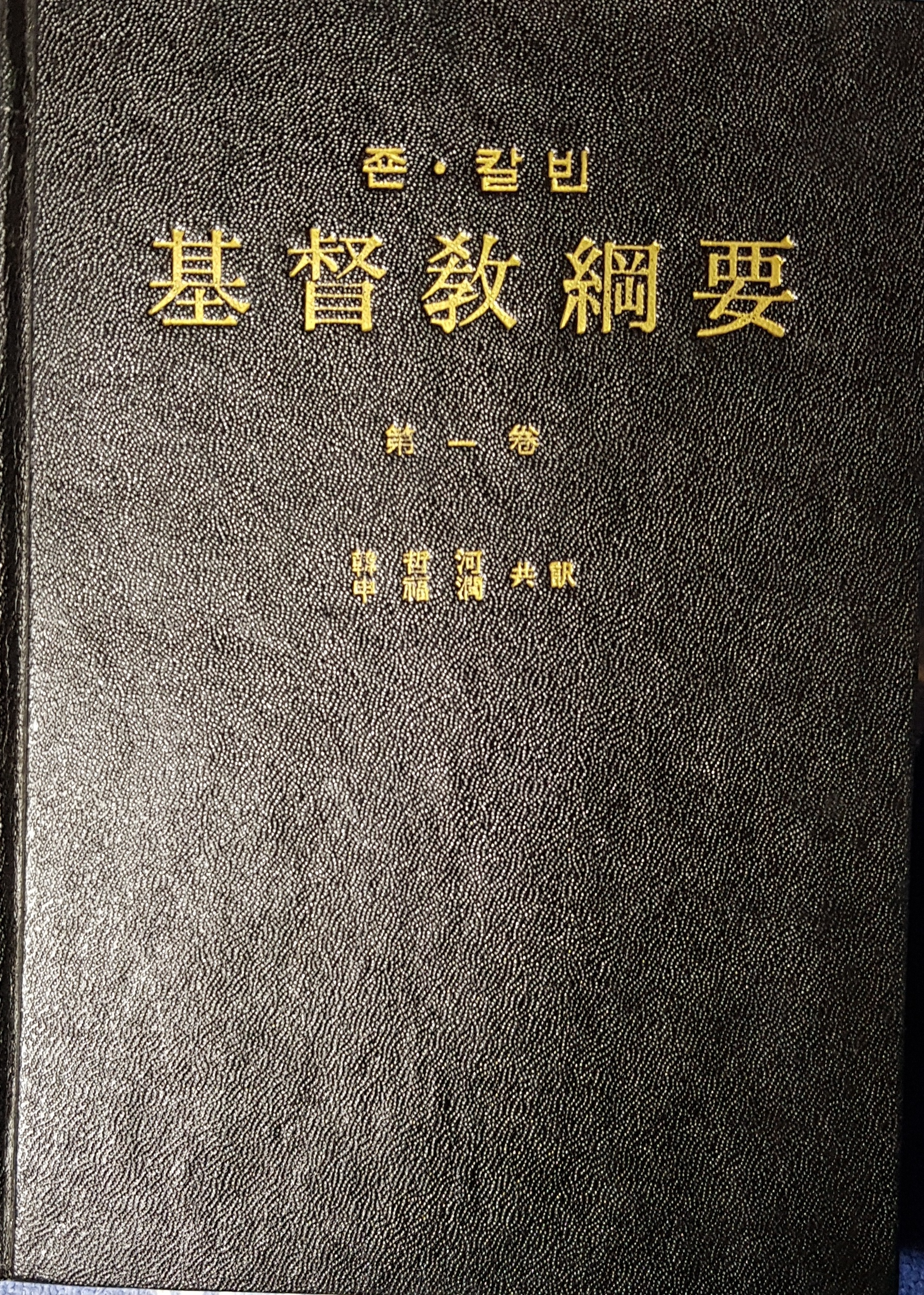
기독교강요 한국어 번역 최초판 1964년

칼뱅은 기독교 강요를 통하여 단순히 기독교의 핵심 진리를 요약하고 교리화하는 것이 그의 목적이 아니었다. 그의 저작의 동기 속에서는 경건한 하나님의 사람들로 하여금 성경을 바로 이해할 수 있도록 돕기 위함이었다. 이런 그의 목적은 그 삶의 정황에서 나왔다. 장 칼뱅이 보기에 그의 고향 프랑스는 로마 가톨릭 교회에 의해 모든 사회가 어두워져서 진리를 떠나 그리스도의 복음을 알지 못했다고 여겨졌으므로, 장 칼뱅은 참된 경건의 삶을 살지 못한 자들을 돕기 위하여 이 책을 통하여 자신의 사랑의 외침이 들어 있다. 이 작품에서 칼뱅은 하나님을 경외하는 지혜를 강조하면서도 하나님과 인간 자신을 아는 것이 참된 지혜이라고 하며, 참된 복음의 진리를 확신하고 참된 하나님의 백성들이 사회와 국가를 변혁시키기를 바라는 강한 열정을 보여준다.

## 칼뱅과 기독교강요

### 기독교 강요로 본 칼뱅의 모습
인류 역사에서 명작들이 인간의 문명에 크게 영향을 주었다는 것은 잘 알려진 바이다. 그 중에서 2009년 한국교회가 주목해야 할 작품은 칼뱅이 1536년에 최초로 출판한 기독교강요이다. 칼뱅은 바로 이 책을 통하여 루터가 시작한 종교개혁을 완성하는데 하나님의 도구가 되었다. 칼뱅의 생애를 입체적으로 완전하게 이해하기는 쉽지 않지만, 칼뱅 자신이 전 일생의 통하여 저술했던 기독교 강요를 통하여 그가 중요하게 강조했던 것을 진술하는 것은 칼뱅 탄생 500주년이 되는 2009년에 큰 의미가 있다.
칼뱅은 기독교 강요를 통하여 단순히 기독교의 핵심 진리를 요약하고 교리화하는 것이 그의 목적이 아니었다. 그의 저작의 동기 속에서는 경건한 하나님의 사람들로 하여금 성경을 바로 이해할 수 있도록 돕기 위함이었다. 이런 그의 목적은 그 삶의 정황에서 나왔다. 자신의 고국은 로마 카톨릭 교회에 의해 모든 사회가 어두워져서 진리를 떠나 그리스도의 복음 알지 못했기 때문에 칼뱅은 참된 경건의 삶을 살지 못한 자들을 돕기 위하여 이 책을 통하여 자신의 사랑의 외침이 들어 있다. 이 작품에서 칼뱅은 하나님을 경외하는 지혜를 강조하면서도 자신의 이웃들이 인간이 누구인지를 바로 알게하는 참된 복음의 진리를 확신하고 참된 하나님의 백성들이 사회와 국가를 변혁시키기를 바라는 강한 열정을 보여준다.

### 성경의 사람
칼뱅은 성경의 사람이었다. 그는 철저하게 자신을 하나님의 말씀 앞에 굴복하여 자신의 모든 것을 말씀으로 해석하고 검증받아 말씀대로 살려고 노력한 위대한 개혁자였다. 이런 그의 진실된 노력이 바로 기독교 강요에 잘 나타나 있다.
기독교 강요의 가장 특징적인 것은 그의 작품의 매 페이지마다 성경구절과 성경본문으로 가득찬 성경적 작품이라는 것이다. 이것은 그가 독자 서문에서 밝힌 것처럼 성경을 올바르게 접근하도록 도와주는 것이다. 기독교 강요는 성경을 가리켜 주는 칼뱅의 집게 손가락이다. 칼뱅은 성경을 하나님의 말씀으로 권위있게 받아들였으며, 하나님의 말씀을 하나님의 말씀으로 해석한(scriptura sui ipsius interpres) 사람이었다. 그리고 그는 성경만이 신학의 유일한 원리로 인정하였다. 칼뱅의 신학은 바로 성경에 의해서 태어났다. 성경이 가는 곳까지만 가며 인간의 한계를 창조주 하나님 앞에서 겸손하게 받아들인 사람이었다. 칼뱅은 1564년 4월 28일 제네바 목사들에게 고별 시에 충성스럽게 하나님의 영광을 위하여 성경을 순수하게 진실되게 해석하도록 말한다.

### 교회 공동체를 위한 신학자
칼뱅은 자신의 신학적 활동이 하나님의 교회 공동의 유익을 위한 것임 말한다. 이런 교회의 유익은 정당한 방식에 의해 수행되어야 한다. 로마 카톨릭 교회처럼 교회와 성직자 중심 원리가 아니다. 칼뱅은 경건의 순수한 가르침을 가르치고 보존할 것을 당부한다.
오늘날 신학자들이 하나님의 나라와 교회에 해를 끼치는 경우가 많이 있다. 자신의 신학적 전제와 방법을 고집한 나머지, 성경적 판단과 교회의 공동체의 최고선을 고려하지 않고 과격한 방식으로 자신의 신학 만들기에 급급해 있다. 이와는 반대는 칼뱅은 강요와 로마서 주석 같은 작업이 하나님의 교회를 위한 일이라고 고백한다. 그의 신학 활동은 주님의 교회를 확장시키고 하나님의 백성을 돕는 일로 말한다. 칼뱅은 이것이 자신의 only prayer라고 한다. 그러나 교회를 올바르게 유익을 주는 것은 교회에 무작정 굴복하고 성직자들에게 맹목적 순종을 하는 것이 아니라, 하나님의 말씀에 나타난 경건의 순수한 교리를 가르치고 후대들에게 계승시키는 것이라고 한다.

### 복음을 강조한 신학자
칼뱅은 1536년 기독교 강요의 부제에서 구원의 교리에 대한 중요성을 보여준다. 칼뱅은 기독교 강요에서 구원의 교리를 배우는 자들을 돕기 위하여 이 책을 쓰게 되었다고 한다. 그는 구원이라는 단순한 기독교의 진리를 매우 소중하게 언급한다. 바로 칼뱅의 강요가 이 목적을 드러내지 못한다면 헛된 인간의 사상이나 철학으로 변질되었을 것이다. 1545년판 서문에서 언급한 것처럼 구원의 교리 안에서 교육받기를 간절히 바라는 사람들을 돕는 것이라고 언급한다. 그런데 이런 작업은 소위 에라스무스와 같은 인문주의자들이 사용한 기독교 철학(Christian Philosophy)의해서 수행될 수 없음을 단호히 말한다. 칼뱅은 강요 3.7.1에서 철학자의 방법이란 오직 이성만 의지하고 성령에 따르지 않는 것으로 본다. 인문주의자를 탈피한 칼뱅이 이제 말씀의 신학자로서 구원 교리의 중요성을 자신의 책의 가장 중요한 목적 중에 하나로 언급하며, 바로 이 기독교 진리를 바르게 가르치는 것이 자신의 의무임을 보여 준다. 이런 내용은 프랑스 왕 프란시스 1세에게 드리는 헌사에서도 잘 나타난다. 칼뱅은 자신의 목적이 종교에 열심을 내는 자들에게 참된 경건(veram pietatem)을 이루는 것에 초보적인 기초를(rudimenta) 전하고, 그리스도에 대해 주리고 목말라하는 프랑스 형제들이 그리스도에 대한 적은 지식도 바로 알고 있는 자가 매우 적다는 것을 알았기 때문에 이 강요를 쓰게 되었다고 그 동기를 말한다. 칼뱅은 복음은 모든 믿는 자에게 구원을 주시는 하나님의 능력(롬 1:16)이며, 생명으로 좇아 생명에 이르는 냄새(고후 2:15)였다. 복음은 우리로 교회의 전통에 의존하라고 하지 않고 오직 성경의 중심이신 그리스도에게 순종하라고 한다.

### 건설적 비판의 사람
칼뱅은 프랑스 왕 프란시스 1세에게 드리는 헌사에서 로마 카톨릭 교회가 복음을 왜곡하고 하나님의 백성들을 바르게 인도하지 못하고, 복음을 바르게 믿는 자들을 핍박하는 것에 대하여 호소한다. 이 내용은 많은 분량을 차지하고 있는데, 이것은 칼뱅이 진정한 복음의 교리를 증거해야 할 이유와 그 복음의 가르침을 따르는 자들을 위하여 변호하는 신앙고백으로 보여주는 강력한 증거들이다.
그는 성경을 왜곡시켜 해석의 오류를 만들었던 많은 신학자들을 비판한다. 여기에 제롬을 비롯한 소르본 신학자들을 언급한다. 칼뱅이 이들에 대하여 문제 삼는 것은 그들의 해석의 실수 그 자체만을 말하는 것이 아니라, 자신들의 신학적, 교리적, 제도적 교회의 특별한 목적을 위한 해석을 통하여 자신들의 교리들을 유지하여 교회를 부패시키고 성도들을 바른길로 가지 못하게 만들었다는 것이다.
잘못된 교부들의 교리를 자신의 교리로 채용하는 어리석음을 비판한다. 로마 교회가 중시하는 것들 가운데 미사, 연옥, 성지 순례, 성직자 결혼금지와 같은 것들은 성경 말씀을 왜곡하고 주님의 명령에 순종하지 않은 것이라고 강하게 비판한다. 그러므로 칼뱅은 오직 성경의 말씀대로 오직 그리스도의 말씀만을 들으며, 그의 명령을 소중히 여기고 성경의 단순성을 혼란하게 하지 말며, 사변적 신학이론에 빠지지 말라고 한다. 그들이 이렇게 신학적으로 타락한 이유는 그들은 성경의 권위보다 교회의 권위를 더 높이는데서 나온 것이다. 오직 성경만으로 교회와 신학을 개혁한 칼뱅의 의도가 바로 프란시스 1세게 보내 헌사에서 잘 나타난다. 칼뱅의 기독교 강요의 전체적인 내용의 발원은 바로 로마 카톨릭 교회의 비 성경적 교리들과 전통에 대한 비판에 시작되었다고 볼 수 있다.
칼뱅은 교부들의 성경적 주장들에 대해서는 그 권위를 인정하였다. 그러나 성경만이 그 자신의 신학의 유일한 원천이요 규범이요 신학 방법이었다. 이런 관점에서 칼뱅은 교부들의 전통적인 주장들도 성경 본문에 근거한 정확한 주장인 항상 검증하여 평가하였다. 자신의 생애의 마지막 숨을 거두는 순간까지 하나님의 말씀 앞에 자신을 돌아보며 살았다.

### 결론
칼뱅은 성경에 철저하게 복종한 진정한 신학자였다. 그는 교회의 유익과 성도들의 영적인 유익을 위한 그의 열정은 자신의 몸을 희생하면서까지 성경의 올바른 가르침을 순수하게 전하기 위한 그의 사명임을 보여 주었다. 그의 신학의 특징은 오직 성경만으로 신학의 활동을 이루었으며, 성경에 대한 올바른 해석 방법도 일관성 있게 그의 삶에서 사용되었다. 그의 신학의 강조는 구원의 교리임을 빼놓을 없을 것이다. 그가 참된 구원의 복음을 그의 동족들에게 전파하기 위한 영적 사랑도 매우 감동적으로 나타난다. 바로 이런 작업이 신학자의 임무라는 것은 칼뱅에게는 너무나도 자명한 것이었다.
칼뱅은 철저하게 모든 문제를 하나님 앞에서 인식하였다. 국가의 지도자도 하나님의 영광을 위해서 봉사해야 하며, 우리는 하나님 앞에서 죄인이며, 철저하게 사람이 보는 것과 대조를 시켰다. 하나님 앞에서 우리에게 그의 자비 외에는 자랑할 아무것도 남아 있지 않다고 했다 (고후 10: 17-18).
칼뱅은 기독교 강요를 통하여 중세로부터 지금까지 오류와 왜곡, 미신과 우상숭배, 인간의 공로와 성직자의 성직 남용, 교회와 교황의 절대적 권위를 버리지 않고 점점 말씀으로 멀어져 가는 로마 카톨릭 교회를 하나님의 말씀으로 개혁한 자신의 모습을 보여준다.

## 목차
기독교 강요의 목차는 사도신경의 순서에 따라 조직되어 있다.

### 제1권 창조주 하나님을 아는 지식
- 제1장 하나님을 아는 지식과 우리 자신을 아는 지식은 서로 연결되어 있음. 그 연결의 본질
- 제2장 하나님을 안다는 것은 무엇이며, 또한 그를 아는 지식은 어떤 목적을 이루는가
- 제3장 하나님을 아는 지식은 사람의 마음속에 본성적으로 심겨졌음
- 제4장 무지에 의해서나 악의에 의해서, 하나님을 아는 지식이 짓눌리거나 더렵혀짐
- 제5장 하나님을 아는 지식이 우주의 창조와 그 지속적인 운행에서 분명히 드러남
- 제6장 창조주 하나님께로 나아가는 데에는 성경이라는 안내자와 교사가 필요함
- 제7장 성령의 증거가 성경의 권위의 확립에 필수적임. 성경의 신빙성이 교회의 판단에 달려 있다는 논리는 사악한 거짓임
- 제8장 성령의 신빙성은 인간의 이성 범주 내에서도 충분히 입증됨
- 제9장 성경을 버리고 계시들을 좇는 광신자들은 경건의 모든 원리를 파괴시킴
- 제10장 성경은 유일하고 참되신 하나님을 제시하여 모든 이방 신들을 물리치고 모든 미신을 교정함
- 제11장 하나님께 눈에 보이는 형상을 부여하는 것은 불경스러운 행위이며, 우상을 세우는 것은 참되신 하나님을 배반하는 행위임
- 제12장 하나님은 우상과 전적으로 구별되시므로 오직 그에게만 완전한 존귀를 드려야 함
- 제13장 성경은 태초부터 하나님이 한 본질이시며 그 안에 삼위(三位)가 계심을 가르침
- 제14장 우주와 만물의 창조에 있어서까지 성경은 명확한 표지들로써 참되신 하나님을 거짓 신들과 구별지음
- 제15장 사람의 창조된 본성, 영혼의 기능, 하나님의 형상, 자유 의지, 원시의(原始義)
- 제16장 하나님은 그가 창조하신 세계를 그의 권능으로 양육하시고 유지하시며, 그의 섭리로 그 모든 부분을 다스리심
- 제17장 섭리 교리의 올바른 적용
- 제18장 하나님은 불경한 자들을 도구로 사용하셔서 심판을 시행하시며, 동시에 스스로 부정함이 없이 순결을 유지하심

### 제2권 율법 아래에서 조상들에게 나타나셨고, 복음 안에서 우리에게 나타나신 구속주 하나님, 곧 그리스도를 아는 지식
- 제1장 아담의 타락과 반역으로 온 인류가 저주를 받았고 원시상태에서 부패하였음, 원죄론(原罪論)
- 제2장 사람의 비참한 현 상태: 의지의 자유를 빼앗긴 채 종의 상태에 매여 있음
- 제3장 사람의 부패한 본성에서 나오는 모든 것은 다 저주받을 것뿐임
- 제4장 사람의 마음속에서 역사하시는 하나님
- 제5장 자유 의지를 변호하여 제기되는 흔한 반론들을 반박함
- 제6장 타락한 인간은 마땅히 그리스도 안에서 구속을 구해야 함
- 제7장 율법이 주어졌으나, 이는 구약 백성을 그 아래 가두어두기 위함이 아니라, 그리스도 안에 있는 구원에 대한 소망을 그가 오시기까지 견고히 하기 위함이었음
- 제8장 도덕법(십계명)의 해설
- 제9장 그리스도는 율법 아래에서 유대인들에게도 알려지셨으나 오직 복음 안에서 분명히 알려지셨음
- 제10장 구약과 신약의 유사점
- 제11장 구약과 신약의 차이점
- 제12장 그리스도께서는 중보자의 직분을 행하기 위하여 사람이 되셔야 했음
- 제13장 그리스도께서 인간 본성의 참 본질을 취하셨음
- 제14장 중보자의 두 본성이 한 위격을 이룸
- 제15장 성부께서 그리스도를 보내신 목적과 그리스도께서 우리에게 주신 것을 알리기 위해서는 무엇보다도 선지자직, 왕직, 제사장직 등, 그의 세 가지 직분을 보아야 함
- 제16장 그리스도께서는 우리의 구원을 이루는 구속자의 기능을 어떻게 행하셨는가. 그리스도의 죽으심과 부활과 승천에 관한 논의
- 제17장 그리스도께서 자신의 공로로 하나님의 은혜와 구원을 우리를 위해 얻으셨다는 진술은 올바르고도 적절함

### 제3권 그리스도의 은혜를 받는 길
- 제1장 그리스도의 은혜는 성령의 은밀한 역사로 말미암아 베풀어짐
- 제2장 믿음: 그 정의와 특성
- 제3장 믿음으로 말미암는 중생, 그리고 회개
- 제4장 스콜라 신학자들의 회개론: 복음의 순결성과는 전혀 다름; 고해와 보속에 대한 논의
- 제5장 보속설을 보충하기 위한 장치들: 면죄부와 연옥
- 제6장 그리스도인의 삶과 이에 대한 성경의 가르침
- 제7장 그리스도인의 삶의 요체: 자기를 부인함
- 제8장 십자가를 지는 일: 자기 부인의 일부
- 제9장 영생에 대한 묵상
- 제10장 이 세상의 삶을 사는 자세
- 제11장 믿음으로 말미암는 칭의: 용어 정의와 문제의 요점
- 제12장 값없는 칭의의 교리를 확실히 납득하기 위해서는 마음을 우러러 하나님의 심판대를 바라보아야 함
- 제13장 값없는 칭의의 교리에서 유념해야 할 두 가지 사실
- 제14장 칭의의 시작과 그 이후의 과정
- 제15장 행위의 공로에 대한 자랑은 의를 베푸신 하나님을 향한 찬양과 구원에 대한 확신을 무너뜨림
- 제16장 칭의의 교리에 오명을 씌우기 위한 교황주의자들의 거짓 비난에 대한 반박
- 제17장 율법의 약속과 복음의 약속의 일치
- 제18장 행위의 의는 상급에 대한 오해에서 비롯됨
- 제19장 그리스도인의 자유
- 제20장 기도: 믿음의 주요 활동, 그리고 기도로써 얻는 일상적인 유익
- 제21장 영원한 선택: 하나님은 이로써 어떤 이들은 구원에 이르도록, 또 어떤 이들은 멸망에 이르도록 예정하셨음
- 제22장 성경적 증거들을 통하여 선택 교리를 확증함
- 제23장 이 교리를 항상 공격해 온 거짓된 비방들에 대한 반박
- 제24장 선택은 하나님의 부르심을 통해 확증되며, 악인은 그들에게 정해진 공의로운 멸망을 자초함
- 제25장 최후의 부활

### 제4권 하나님께서 우리를 그리스도의 회에 들이셔서 그 속에서 지키시는 외적인 수단 혹은 목표
- 제1장 모든 경건한 자들의 어머니로서 연합을 유지해야 할 참 된 교회
- 제2장 거짓 교회와 참 교회의 비교
- 제3장 교회의 교사들과 사역자들: 그들의 선출과 직분
- 제4장 고대 교회의 상태와 교황제 확립 이전의 교회 정치의 형태
- 제5장 고대 교회의 정치 형태가 교황제의 횡포로 인하여 완전히 붕괴됨
- 제6장 로마 관구의 수위권(首位權)
- 제7장 로마 교황제의 기원과 성장: 스스로 최고의 자리로 부상(浮上)하여 결국 교회의 자유를 억압하고 모든 제어 장치를 무너뜨리기에 이름
- 제8장 신조에 대한 교회의 권세: 교황제의 무절제한 방종으로 교리의 순수성 완전히 더럽혀짐
- 제9장 교회 회의들과 그 권위
- 제10장 입법권: 교황은 이 권한으로 지지자들과 함께 사람의 영혼에 대한 가장 야만적인 압박과 도살 행위를 자행했다
- 제11장 교회의 재판권과 교황제도에서의 재판권의 남용
- 제12장 교회의 권징: 주로 견책과 출교로 나타난다
- 제13장 맹세: 경솔한 맹세로 불행한 속박을 받은 사람들
- 제14장 성례
- 제15장 세례
- 제16장 유아세례는 그리스도께서 설립하신 제도와 표적의 본질에 가장 잘 일치된다
- 제17장 그리스도의 성만찬, 그것이 우리에게 주는 유익
- 제18장 가톨릭의 미사는 성만찬을 더럽힐 뿐 아니라 그것을 소멸하는 모독 행위이다
- 제19장 다른 다섯 가지 의식을 비록 지금까지는 대개가 "성례"라고 인정했으나 그것을 "성례"라고 하는 것은 거짓되며 그것이 거짓된 이유와 그 의식들의 진상을 밝힌다
- 제20장 국가 통치

## 같이 보기
- 장 칼뱅 참고 문헌
- 장 칼뱅
- 장 칼뱅의 신학

## 참고 문헌
- 기독교강요듣기 1권

### 번역된 저서
- 기독교 강요 - 초판 (양낙홍 역, 크리스천다이제스트,2015)

### 주석 및 해설서
- 칼빈의 기독교 강요 신학 (데이비드 W. 홀, 피터 A. 릴백 지음, 나용화 옮김, 개혁주의신학사 (P&R). 2012)